# 1940年香港
|        | 香港歷史 \| 香港歷史年表                                                                                                   |
| 世紀： | 19世紀香港 \| 20世紀香港 \| 21世紀香港                                                                                     |
| 年代： | 1910年代香港 \| 1920年代香港 \| 1930年代香港 \| 1940年代香港 \| 1950年代香港 \| 1960年代香港 \| 1970年代香港               |
| 年份： | 1936年香港 \| 1937年香港 \| 1938年香港 \| 1939年香港 \| 1940年香港 \| 1941年香港 \| 1942年香港 \| 1943年香港 \| 1944年香港 |
| 紀年： | 庚辰年（龙年）、香港開埠99周年                                                                                             |

## 大事記

### 1月
- 1月7日，大批防毒面具運抵香港，以備香港可能受二戰戰火波及時使用。[1]
- 1月21日，深水埗青山道發生致命車禍，一輛貨車失事撞向石柱，一名乘客拋出車外死亡，5名乘客重傷，司機無受傷並離開現場，警方展開通緝。[2]
- 1月23日，連日天氣寒冷，天文台於本日凌晨5時錄得1936年以來1月最低溫，只有華氏45度，約為攝氏7.2度。[3]
- 1月26日，豬肉再度漲價，豬欄來貨每擔達39港元。
- 1月28日，林興因其侄子林祥興因欠租金九元六角而發生衝突，死者因想拿走林祥興的兩個腐乳罌抵債而發生衝突，兩人打鬥間林祥興以利物刺死林興。
- 1月：											
  - 紡織業爆發倒閉潮，百餘間結業，15,000工人頓成失業大軍。
  - 九龍百餘間貧民屋被清拆。
  - 落馬洲警匪大戰，10匪徒中彈，1人逃脫。

### 2月
- 2月3日：											
  - 深水埗石硤尾木屋區客家村發生大火，災民5,602人，無造成傷亡。
  - 廣東文物展覽會在香港開幕。
- 2月4日：赤柱監獄78號囚室一名囚犯殺死另一名囚犯。[4]
- 2月9日，馬頭圍道發生劫殺案，2名賊人潛入一住宅爆竊，戶主不甘被劫，與賊人糾纏期間終被刺斃，一名女傭亦被刺至重傷，匪徒逃去無蹤，警方懸紅追緝。[5]
- 2月17日，政府決定將位於窩打老道與彌敦道交界的九龍殮房搬遷至油麻地海邊，以免滋擾民居，並會新增冷氣設備防止屍體腐爛，當時只有瑪麗醫院殮房設冷氣設備。[6]
- 2月19日，匯豐銀行每股派息2英鎊10先令。
- 2月20日，當局委任約翰·懷亞特為戰時情報組專員。
- 2月25日，今年截至本日共192人感染天花病毒，當中152人喪生。[7]
- 2月26日，鶴園發電廠落成啟用。[8]
- 2月：											
  - 2月底，一名漁民在糧船灣洲捕魚期間遇劫，該漁民與3名賊人糾纏，混亂中漁民向賊人投擲魚砲，將3匪徒炸斃，漁民後來被警方拘捕，漁民辯稱因自衛而殺人，並申請保釋。[9]
  - 當局估算香港人口為184萬人。[10]
  - 港府頒布《修正取締屋宇條例》。
  - 中國第一夫人宋美齡抵達香港，與美國駐華大使納爾遜·詹森交換意見。
  - 中華電力完成在九龍擴建新發電廠，供電擴展至新界。

### 3月
- 3月2日：											
  - 為適應戰時需要，當局限制商店於每晚8時必需停止營業，以節省煤電，酒店及酒樓除外。[11]
  - 大埔孤兒院落成啟用。
- 3月5日，中華民國中央研究院院長暨首任教育總長蔡元培於香港逝世，終年72歲。
- 3月7日，中日雙方於香港舉行秘密會談。
- 3月10日，蔡元培在香港出殯，5,000人夾道送別。[12]
- 3月12日，孫中山病逝15週年，各界2,000餘人於利舞台舉行隆重紀念大會。[13]
- 3月13日，軒尼詩道300號廣生行化妝品有限公司貨倉發生大火，火勢猛烈火場廣闊，消防總監摩利士親自到場指揮救火，貨倉損失達百萬港元，幸無傷亡。[14]
- 3月17日，長洲海面2枚水雷發生巨大爆炸，長洲全島震動，遠至九龍塘一帶民房亦受震盪。[15]
- 3月20日，立法局通過《戰時稅收條例》。
- 3月22日，西貢榕樹坳發生兄殺弟案。[16]
- 3月23日，中環擺花街一幢舊樓的廚房倒塌，壓傷3人。[17]
- 3月25日，蔡元培的追悼大會在香港大學舉行，各界千餘人出席。[18]
- 3月：											
  - 港府開始大量徵集防空隊員。
  - 55年來罕見冰雹襲港。
  - 香港華人組建「防癆會」。

### 4月
- 4月1日，《戰時稅收條例》開始生效。
- 4月8日，日軍轟炸香港邊界附近，在深圳大鵬灣鯊魚涌投彈8枚，炸傷數十人。[19]
- 4月10日，因應二次世界大戰德國入侵北歐，港英政府頒布《緊急條例》，管制各國輪船飛機，並扣押挪威及丹麥船隻共14艘。
- 4月12日，一艘貨船在青山灣誤觸水雷，4人被炸死、1人受傷。[20]
- 4月13日，日軍再次在香港邊界附近大舉轟炸，在深圳大鵬灣鯊魚涌投彈30餘枚，釀成約30人喪生、70餘人受傷慘劇。[21]
- 4月20日，政府宣佈在港丹麥僑商仍可照常營業，不以敵人看待。
- 4月21日，晚上7時，旺角大角咀捷和鋼鐵廠被焚。
- 4月25日，35艘挪威輪船獲准放行。立法局通過《禁止吐痰條例》。
- 4月：																					
  - 當局在赤柱建成一所大型彈藥庫共二十餘座。

### 5月
- 5月2日，位於必打街的利威首飾行發生劫殺案，李魁雄和兩同黨在行劫途中槍殺司理刁波士並劫去戒指兩枚。
- 5月12日，西環羲皇台33號三樓發生3屍4命兇殺案，兇手關麗珍被判處死刑。
- 5月19日，港督羅富國離港赴鍚蘭（今斯里蘭卡）休養，輔政司史美署任港督。
- 5月30日，旺角亞皆老街孤軍營內被覊留的孤軍姚輝，被控以刀謀殺同侶黃家仁。
- 5月31日，銅鑼灣波斯富街一幢唐樓發生沖天大火災，6層樓陷入火海，釀成13人焚斃、17人受傷的慘劇。[22][23]
- 5月：											
  - 港府為鞏固戰時防衛，公布戒嚴區。
  - 美元狂漲，1港元僅可兌換0.185美元，創空前低位。
  - 當局擴建啟德機場。

### 6月
- 6月11日：											
  - 港府宣佈香港進入非常時期，徵集英僑入伍，街道要衝堆置沙包。
  - 警方勒令敵僑本日前離港。
  - 因日前義大利站在德國陣營向英國宣戰加入二戰，港府拘禁意大利僑民，封閉意國駐港領事館。
- 6月12日，佐頓道地一號地下皮具店發生火警，2人死亡。	[24]
- 6月14日，港府頒布《戰時維持治安條例》。
- 6月17日，
  - 干諾道西元安碼頭發生兇殺案。[25]
  - 塘尾道6號一名菜販被殺。[26]
- 6月23日，港府下令徵用民間物資，規定所有水陸交通工具及設備隨時可以總督名義徵用。
- 6月25日，日軍再度集結深圳，英軍拆毀連接深圳河的橋樑。
- 6月30日，首批英籍婦孺1,640名撤往澳洲。
- 6月：											
  - 港府撥十萬英鎊予英國作二戰開支。
  - 政府在港島及九龍興建大量防空洞，並擴大2年前成立的防空機構。

### 7月
- 7月1日，當局頒布《牙醫登記條例》。
- 7月2日，英國政府稱，英國決心在任何情況下保衛香港。
- 7月12日，屯門白角發生警匪槍戰。[27]
- 7月21日，苦力陳泰到長沙灣道226號何永興什貨店買眉豆，被什貨店的店伴黃璧及陳炳耀誤會偷竊，遭到該兩名店伴毆打，陳泰離店約二尺後氣絕身亡。
- 7月，再有一批1,800名婦孺撤往澳洲。

### 8月
- 8月3日，大埔塌屋釀8死，7人當場死亡，1人留醫兩日後亦不治。[28][29]
- 8月5日，九廣鐵路位於大埔滘5號隧道口發生山泥傾瀉，將大批徒步轉車之火車旅客掩埋，造成20餘死10餘傷[30]。[29]
- 8月6日，
  - 署理港督史美休假離港，由岳桐中將署任。
  - 油蔴地警署的印度人睡房內，印度警員拿沙星及遭到槍擊，腦部及雙手中四槍，當場死亡。
- 8月21日，颱風靠近珠江口，皇家香港天文台懸掛九號風球近7小時[31][32]，暴風雨期間中環一名途人被飛墮之磚瓦擊斃[33][34]。
- 8月：											
  - 港九各區組織自衛團。
  - 警方拘捕一名日本間諜。
  - 當局劃分全港為12個消防區，並增加6個戒嚴區。

### 9月
- 9月1日，霍亂肆虐香港，百餘萬居民張符驅魔。
- 9月17日，德國空軍大規模轟炸英國爆發不列顛空戰，引起香港金融界恐慌。
- 9月，當局展開食品價格管制。

### 10月
- 10月9日，美國駐港領事館正式宣佈撤走美國僑民。
- 10月10日：											
  - 政府委任石智益為戰時情報組專員。
  - 美領事勸2,000多名美僑離港。
- 10月18日：											
  - 署理港督頒令，重新劃分港島及九龍禁區。
  - 市政局會議通過改善酒樓廁所。

### 11月
- 11月18日：											
  - 香港保衛團成立。
  - 港府設立移民局（亦即今入境事務處的前身），首任局長為富勵士。
- 11月29日，日軍在香港大量採購日用品。
- 11月：											
  - 港府計劃8個月內修建防空洞60個。
  - 當局奉英廷訓令，撤銷強迫疏散政策。
  - 政府將電稅及油稅提升。

### 12月
- 12月4日，位於機利文新街3號的中華書局貨倉發生謀殺案，司數員胡棟朝及售貨員王新嘉被殺。
- 12月27日，新任遠東英軍總司令樸芳爵士訪港，視察香港防務。
- 12月，頒布《移民條例》。
- 本年，霍亂疫潮導致763人受感染，當中499人不治。

## 出生人物
- 1月6日，麥高樂，前香港政府官員，1991年至1995年出任英屬香港最後一位英國裔財政司。
- 1月17日，陳方安生，曾任香港政府官員及香港立法會直選議員。
- 2月29日，鄧蓮如，曾任行政及立法兩局首席非官守議員。
- 3月25日，馬世民，曾任和記黃埔董事總經理。
- 4月24日，李鵬飛，前立法會及行政局議員，自由黨首屆主席。
- 4月25日，林漢強，香港佛教聯合會副會長，1984年至1985年任立法局非官守議員。
- 5月24日，伍晃榮，香港已故資深電視台體育新聞主播。
- 6月3日，戴思聰，香港已故歌唱老師。
- 7月9日，張信剛，曾任香港城市大學校長。
- 7月24日，龐約翰，曾任匯控主席。
- 10月16日，何守信，香港電視節目主持人及司儀。
- 11月27日，李小龍，香港已故國際武打巨星。
- 本年：											
  - 梁乃鵬，前無綫電視榮譽行政主席。
  - 李日新，城巴創辦人，曾任城巴、新巴董事總經理。
  - 潘宗光，前香港理工大學校長。
  - 莊啟程，港區全國政協委員，1990年出任保良局主席，1991年創辦保良局莊啟程預科書院。
  - 王司馬，香港著名漫畫家。
  - 林鳳，1960年代香港電影演員。
  - 陳振華，為1970年代已故無線電視演員。

## 逝世人物
- 2月18日，史羅斯夫人，香港大學副校長。[35]
- 3月5日，蔡元培，前北京大學校長。
- 6月17日，唐拾義，製藥商人。
- 7月31日，關麗珍（31歲），因牽涉同年5月12日西環羲皇台一宗三屍四命謀殺案，成為香港第一位女死囚。
- 8月，簡英甫，華人煙草公司主席。
- 8月16日，黃耀東，香港商人及慈善家，被稱為「深水埗皇帝」，曾任保良局及東華醫院總理、博愛醫院主席等。
- 9月27日，黃卓卿，建造行商會主席、香港木業行領袖。
- 9月，李右泉，香港當舖大王。
- 本年，漆咸，前香港政府官員，前行政、立法及市政三局議員。